# برکت علی
برکت علی (انگلیسی: Barkat Ali؛ زادهٔ ۱ ژوئن ۱۹۳۵) بوکسور اهل پاکستان بود.